# SS Arezzo
Società Sportiva Arezzo, zkráceně jen Arezzo je italský fotbalový klub hrající v sezóně 2024/25 ve 3. italské fotbalové lize sídlící ve městě Arezzo v regionu Toskánsko.

## Změny názvu klubu
- 1924/25 – 1929/30 – Juventus FBC (Juventus Foot Ball Club)
- 1930/31 – 1935/36 – US Arezzo (Unione Sportiva Arezzo)
- 1936/37 – SS Juventus Arezzo (Società Sportiva Juventus Arezzo)
- 1937/38 – 1992/93 – US Arezzo (Unione Sportiva Arezzo)
- 1993/94 – 2009/10 – AC Arezzo (Associazione Calcio Arezzo)
- 2010/11 – 2011/12 – ASD Atlético Arezzo (Associazione Sportiva Dilettantistica Atletico Arezzo)
- 2012/13 – 2017/18 – US Arezzo (Unione Sportiva Arezzo)
- 2018/19 – SS Arezzo (Società Sportiva Arezzo)

## Získané trofeje

### Vyhrané domácí soutěže
- 3. italská liga ( 3× )

1965/66, 1981/82, 2003/04
- 4. italská liga ( 1× )

2022/23

## Historie
Klub byl založen 10. září 1923 jako Juventus Foot Ball Club. Po sezoně 1932/33 klub skončil a tři roky žádnou soutěž nehrál. V roce 1936 byl založen klub nový - Società Sportiva Juventus Arezzo. Do sezony 1964/65 byl největší úspěch 2. místo ve třetí lize, ale v následující sezoně ji vyhrál a postoupil prvně do druhé ligy. Hrál ji jednu sezonu a opět sestoupil. Nejdelší sérii účasti ve druhé lize bylo šest sezon (od 1969/70 do 1974/75 a od 1982/83 do 1987/88).
Nejhorší období přišlo po sezoně 1992/93. Klub oznámil bankrot a byl vyloučen z profi ligy. Klub byl znovu založen a začal hrát regionální ligu pod názvem Associazione Calcio Arezzo. Sezonu 1998/99 již hrál opět ve třetí lize. V sezoně 2002/03 prohrál v play out a měl sestoupit do čtvrté ligy, jenže díky kauze Catania setrval v soutěži. V následující sezoně soutěž vyhrál a postoupil do druhé ligy. 
Klub byl zapleten do korupčního skandálu v roce 2006. Byl obviněn a potrestán ztrátou 6 bodů v sezoně 2006/07, ve které sestoupil do třetí ligy. Po sezoně 2009/10 se klub dostal do finanční krize a vyhlásil bankrot. Byl založen klub nový Associazione Sportiva Dilettantistica Atletico Arezzo a začal hrát v Serii D. Dne 15. března roku 2018 se klub dostal do vysokých dluhů a v květnu roku 2018 koupil klub v konkurzu podnikatelé Giorgio La Cava a Massimo Anselmi. Fanoušci klubu s názvem Orgoglio Amaranto vlastní 1 %.
Nejlepšího umístění ve druhé lize bylo 5. místo v sezoně 1984/85.

## Účast v ligách
| Úroveň soutěže | Název soutěže (nynější název) | První hraná sezona | Poslední hraná sezona | celkem odehraných sezon |
| -------------- | ----------------------------- | ------------------ | --------------------- | ----------------------- |
| 2              | Serie B                       | 1966/67            | 2006/07               | 16                      |
| 3              | Serie C                       | 1928/29            | 2024/25               | 55                      |
| 4              | Serie D                       | 1952/53            | 2022/23               | 9                       |
| 5              | Eccellenza                    | 1993/94            | 2013/14               | 7                       |

## Fotbalisté

### Známí hráči v klubu
- Amedeo Carboni – (1984/85) reprezentant
- Alessio Cerci – (2020/21) reprezentant  medailista z ME 21 2009
- Choe Song-hyok – (2018–2020) reprezentant
- Mario Frick – (2000/01) reprezentant
- Tomas Locatelli – (2012) reprezentant
- Florian Myrtaj – (2007/08) reprezentant
- Pedro Oliveira – (2009/10) reprezentant  medailista z ME 21 2004
- Angelo Pagotto – (2005/06) reprezentant  medailista z ME 21 1996
- Andrea Ranocchia – (2006–2008) reprezentant  medailista z ME 21 2009
- Gianluca Sordo – (2001–2003) reprezentant  medailista z ME 21 1992
- Massimiliano Vieri – (2006) reprezentant

## Česká stopa
- Marek Kodr (2020–)
- Libor Kozák (2023–)